# ラヴメッセージ!
「ラヴメッセージ!」は、THE ポッシボーの8枚目のシングル。2008年2月20日にGOOD FACTORY RECORDSから発売された。

## 解説
- 本作がインディーズレーベルからの最後のリリースとなった。
- “THE ポッシボーエアーバンド化”第二弾シングル。
- 2008年3月12日にシングルVが発売された。

## 収録曲
1. ラヴメッセージ!
作詞・作曲：つんく、編曲：山崎淳
2. 卒業式〜大人になる1ページ〜 / THE ポッシボー（友情出演：キャナァーリ倶楽部）
作詞：つんく、作曲：はたけ、編曲：上杉洋史
3. ラヴメッセージ!（Instrumental）
4. 卒業式〜大人になる1ページ〜（Instrumental）

## シングルV
2008年3月12日に発売された、上記作品のシングルDVD。

### 収録曲
1. ラヴメッセージ!（Music Video）
2. 卒業式〜大人になる1ページ〜（Photo&Music Show）
3. ラヴメッセージ!（メイキング映像）
4. ラヴメッセージ!（歌詞あり）

## タイアップ
- テレビ朝日系『草野☆キッド』エンディングテーマ
- dwango.jp TV-CFソング